# 芝浦ジャンクション

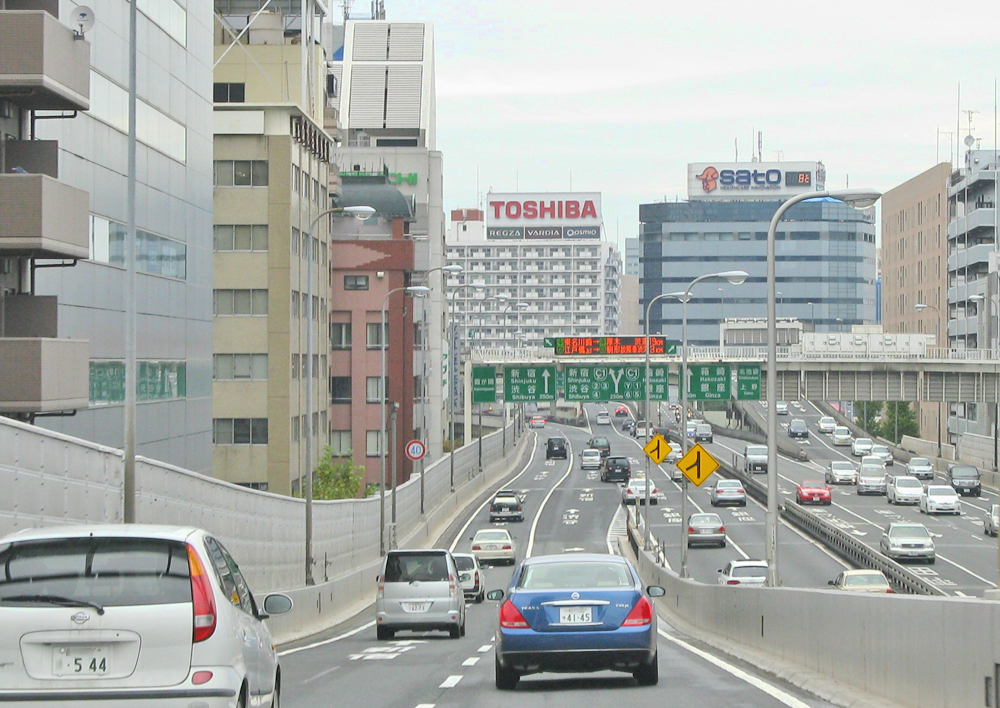
芝浦ジャンクション

芝浦ジャンクション（しばうらジャンクション）は、東京都港区にある首都高速道路の1号羽田線と11号台場線を結ぶジャンクションである。500 mほど北に浜崎橋JCTがある。

## 連絡している路線
首都高速道路
1号羽田線浜崎橋JCT方面 - 1号羽田線昭和島JCT方面・11号台場線

## 隣
首都高速1号羽田線
浜崎橋JCT - 芝浦JCT - (101,102)芝浦出入口
首都高速11号台場線
芝浦JCT - 芝浦PA - (1101)台場出入口

## 備考
- ハーフJCTのため、11号台場線→1号羽田線下り線、1号羽田線上り線→11号台場線は、乗換えができない。
- 11号台場線 - 1号羽田線芝浦出入口の利用はできない。
- 上り線は11号台場線の2車線と1号羽田線の2車線が合流して4車線道路となるが、次の浜崎橋JCTではこれらがそれぞれ都心環状線の外回りの2車線、内回りの2車線となって分離する。そのため、「11号台場線→都心環状線内回り」「1号羽田線→都心環状線外回り」と乗り継ぎたい車両は、当JCTから浜崎橋JCTまでの500mほどの間で車線変更を行わねばならない。
- 下り線は都心環状線内回りの2車線と同外回りの2車線が浜崎橋JCTで合流し4車線道路となって当JCTに到達するが、当JCTではこれらがそれぞれ11号台場線の2車線、1号羽田線の2車線となって分離する。そのため、「都心環状線内回り→1号羽田線」「都心環状線外回り→11号台場線」と乗り継ぎたい車両は、浜崎橋JCTから当JCTまでの500mほどの間で車線変更を行わねばならない。